# دن دیکن
دن دیکن (انگلیسی: Dan Deacon؛ زادهٔ ۲۸ اوت ۱۹۸۱) موسیقی‌دان و آهنگساز موسیقی الکترونیک اهل ایالات متحده آمریکا است. وی از سال ۲۰۰۳ میلادی تاکنون مشغول فعالیت بوده‌است.
از فیلم‌هایی که وی در آن‌ها نقش داشته است، می‌توان به زرنگ‌بازی و تویکست اشاره نمود.